# A-2100
La A-2100 es una carretera andaluza en la provincia de Cádiz.
La carretera une Castellar de la Frontera con Sotogrande, y cuenta con un carril-bici separado de la calzada por una mediana.
La A-2100 se inicia en la A-405 (por la que continúa el carril-bici hacia la Estación de San Roque), sigue con un puente sobre el ferrocarril Bobadilla-Algeciras y bordea el Pinar del Rey por el norte, para terminar en la salida 130 de la A-7. En sus últimos kilómetros está rodeada por los campos de golf de Sotogrande.
Es conocida bajo el nombre de Carretera de Arenillas.
En el kilómetro 3 se encuentra el Sotogrande International School.
- Datos: Q5653216